# Museo de la Imagen de Braga
El Museo de la Imagen de Braga (en idioma portugués : Museu da Imagem) es un museo de fotografía fundado en 1999 y situado en el Campo das Hortas junto al Arco da Porta Nova en la ciudad de Braga en Portugal.
Está en un edificio del siglo XIX con una torre del siglo XIV de la antigua muralla medieval de la ciudad que han sido restaurados. Dispone de una amplia colección de cámaras fotográficas y un número extenso de fotografías históricas procedentes en su mayor parte del archivo del antiguo establecimiento fotográfico llamado A Foto Aliança.
En el museo también se realizan exposiciones temporales de fotógrafos portugueses y extranjeros así como talleres didácticos sobre la imagen. En 2005 realizó la edición del libro «Braga d'outros tempos», que describe la evolución de la ciudad en imágenes durante primera mitad del siglo XX. También colabora en los Encontros da Imagem de Braga que están considerados como una importante actividad fotográfica en Portugal desde que se iniciaron en 1987.